# Jason Zucker
Pour les articles homonymes, voir Zucker.
Jason Zucker (né le 16 janvier 1992 à Newport Beach aux États-Unis) est un joueur professionnel américain de hockey sur glace qui évolue au poste d'ailier gauche. Il fait ses débuts dans la Ligue nationale de hockey avec le Wild du Minnesota au cours de la saison 2011-2012.

## Biographie
Jason Zucker naît le 16 janvier 1992 à Newport Beach en Californie aux États-Unis. Ses parents, Scott et Natalie Zucker, déménagent dans la ville de Las Vegas alors qu'il n'a que deux mois et il apprend à jouer au roller in line hockey à l'âge de 3 ans, guidé par ses frères. Les années passantes, il joue de mieux en mieux et fait ses débuts sur une des rares patinoires de la ville. À 10 ans, Jason Zucker participe à un tournoi d'été à Edmonton au Canada ; il y est repéré par Sandy Gasseau, l'entraîneur d'une équipe de Los Angeles. Il accepte la proposition de Gasseau et retourne en Californie pour deux saisons. À la suite de ces deux saisons, il retourne jouer à Las Vegas pour une saison mais à 15 ans, Zucker quitte une nouvelle fois sa famille, cette fois pour rejoindre Plymouth et l'équipe Compuware Midget Minor AAA. 
Entre 2008 et 2010, il joue pour le programme de développement des joueurs américain organisé par USA Hockey. Il participe au repêchage d'entrée dans la Ligue nationale de hockey de 2010 et est choisi lors du deuxième tour par le Wild du Minnesota. Il continue ses études et son apprentissage du hockey en jouant pour les Pioneers de l'Université de Denver. Avec 45 points en 40 rencontres, il est le deuxième meilleur pointeur de l'équipe, juste un point derrière Drew Shore.
Zucker fait ses débuts avec le Wild au cours de la saison 2011-2012 en jouant 6 rencontres. Il passe le reste de la saison avec l'Université de Denver, où il est encore une fois deuxième derrière Shore. Il signe son premier contrat professionnel avec l'organisation du Wild pour 3 saisons le 27 mars 2012.
Pour la saison suivante, il joue 20 rencontres de la LNH avec le Wild et passe le reste de la saison 2012-2013 avec les Aeros de Houston, l'équipe affiliée dans la LAH. Il partage également sa saison suivante entre la LNH et sa nouvelle équipe affiliée dans la LAH : le Wild de l'Iowa. Il manque cependant une bonne partie de la saison pour soigner les quadriceps de sa jambe gauche.
Le 10 février 2020, il est échangé aux Penguins de Pittsburgh en retour de l'attaquant Alex Galchenyuk, du défenseur Calen Addison et d'un choix conditionnel de 1re ronde en 2020.
Ayant terminé son contrat avec les Penguins, il signe un contrat d'une saison et 5,3 millions $ avec les Coyotes de l'Arizona le 1er juillet 2023.
Le 3 janvier 2024, Zucker est suspendu trois matchs par la LNH pour avoir donné de la bande la veille à Nick Cousins des Panthers de la Floride.
En saison 2023-2024, il récolte neuf buts et 16 assistances en 51 matchs avec les Coyotes avant d'être échangé aux Predators de Nashville le 8 mars 2024. En retour, les Predators cèdent un choix de 6e tour au repêchage de 2024.

## Statistiques

### En club
| Saison     | Équipe                  | Ligue      |     | Saison régulière | Saison régulière | Saison régulière | Saison régulière | Saison régulière |   | Séries éliminatoires | Séries éliminatoires | Séries éliminatoires | Séries éliminatoires | Séries éliminatoires |
| Saison     | Équipe                  | Ligue      | PJ  | B                | A                | Pts              | Pun              | PJ               | B | A                    | Pts                  | Pun                  |                      |                      |
| 2008-2009  | U.S. National U-18 Team |            | 16  | 2                | 6                | 8                | 8                |                  |   |                      |                      |                      |                      |                      |
| 2008-2009  | U.S. National U-18 Team | NAHL       | 36  | 11               | 4                | 15               | 55               |                  |   |                      |                      |                      |                      |                      |
| 2009-2010  | U.S. National U-18 Team | USHL       | 22  | 11               | 7                | 18               | 23               | -                | - | -                    | -                    | -                    |                      |                      |
| 2010-2011  | Pioneers de Denver      | WCHA       | 40  | 23               | 22               | 45               | 59               |                  |   |                      |                      |                      |                      |                      |
| 2011-2012  | Pioneers de Denver      | WCHA       | 38  | 22               | 24               | 46               | 38               |                  |   |                      |                      |                      |                      |                      |
| 2011-2012  | Wild du Minnesota       | LNH        | 6   | 0                | 2                | 2                | 2                | -                | - | -                    | -                    | -                    |                      |                      |
| 2012-2013  | Aeros de Houston        | LAH        | 55  | 24               | 26               | 50               | 43               | 1                | 0 | 0                    | 0                    | 4                    |                      |                      |
| 2012-2013  | Wild du Minnesota       | LNH        | 20  | 4                | 1                | 5                | 8                | 5                | 1 | 1                    | 2                    | 0                    |                      |                      |
| 2013-2014  | Wild de l'Iowa          | LAH        | 22  | 8                | 5                | 13               | 55               | -                | - | -                    | -                    | -                    |                      |                      |
| 2013-2014  | Wild du Minnesota       | LNH        | 21  | 4                | 1                | 5                | 2                | -                | - | -                    | -                    | -                    |                      |                      |
| 2014-2015  | Wild du Minnesota       | LNH        | 51  | 21               | 5                | 26               | 18               | 10               | 2 | 1                    | 3                    | 2                    |                      |                      |
| 2015-2016  | Wild du Minnesota       | LNH        | 71  | 13               | 10               | 23               | 20               | 6                | 0 | 2                    | 2                    | 2                    |                      |                      |
| 2016-2017  | Wild du Minnesota       | LNH        | 79  | 22               | 25               | 47               | 30               | 5                | 1 | 0                    | 1                    | 2                    |                      |                      |
| 2017-2018  | Wild du Minnesota       | LNH        | 82  | 33               | 31               | 64               | 44               | 5                | 0 | 0                    | 0                    | 0                    |                      |                      |
| 2018-2019  | Wild du Minnesota       | LNH        | 81  | 21               | 21               | 42               | 28               | -                | - | -                    | -                    | -                    |                      |                      |
| 2019-2020  | Wild du Minnesota       | LNH        | 45  | 14               | 15               | 29               | 19               | -                | - | -                    | -                    | -                    |                      |                      |
| 2019-2020  | Penguins de Pittsburgh  | LNH        | 15  | 6                | 6                | 12               | 2                | 4                | 2 | 0                    | 2                    | 0                    |                      |                      |
| 2020-2021  | Penguins de Pittsburgh  | LNH        | 38  | 9                | 9                | 18               | 21               | 6                | 2 | 1                    | 3                    | 2                    |                      |                      |
| 2021-2022  | Penguins de Pittsburgh  | LNH        | 41  | 8                | 9                | 17               | 15               | 5                | 0 | 2                    | 2                    | 2                    |                      |                      |
| 2022-2023  | Penguins de Pittsburgh  | LNH        | 78  | 27               | 21               | 48               | 47               | -                | - | -                    | -                    | -                    |                      |                      |
| 2023-2024  | Coyotes de l'Arizona    | LNH        | 51  | 9                | 16               | 25               | 58               | -                | - | -                    | -                    | -                    |                      |                      |
| 2023-2024  | Predators de Nashville  | LNH        | 18  | 5                | 2                | 7                | 23               | 6                | 1 | 2                    | 3                    | 2                    |                      |                      |
| Totaux LNH | Totaux LNH              | Totaux LNH | 697 | 196              | 174              | 370              | 337              | 52               | 9 | 9                    | 18                   | 12                   |                      |                      |

### En équipe nationale
| Année | Équipe              | Compétition                  |   | PJ | B | A | Pts | Pun                |  | Résultat |
| 2009  | États-Unis - 18 ans | Championnat du monde -18 ans | 7 | 1  | 5 | 6 | 0   | Médaille d'or      |  |          |
| 2010  | États-Unis - 18 ans | Championnat du monde -18 ans | 7 | 4  | 3 | 7 | 2   | Médaille d'or      |  |          |
| 2010  | États-Unis - 20 ans | Championnat du monde junior  | 7 | 2  | 0 | 2 | 2   | Médaille d'or      |  |          |
| 2011  | États-Unis - 20 ans | Championnat du monde junior  | 4 | 1  | 0 | 1 | 0   | Médaille de bronze |  |          |
| 2012  | États-Unis - 20 ans | Championnat du monde junior  | 6 | 3  | 4 | 7 | 2   | Septième           |  |          |

## Trophées et honneurs personnels

### Ligue nationale de hockey
- 2018-2019 : remporte le trophée King-Clancy